# Гордон Клепп
Гордон Клепп (англ. Gordon Clapp, нар. 24 вересня 1948) — американський актор, найбільш відомий завдяки своїй ролі детектива Грега Медавоя в тривалому телесеріалі каналу ABC «Поліція Нью-Йорка», де він знімався протягом дванадцяти сезонів, з 1993 по 2005 рік. У 1998 році він виграв премію «Еммі» за кращу чоловічу роль другого плану в драматичному телесеріалі за свою роль в шоу, а в 1995 році отримав нагороду Гільдії акторів США за кращий акторський склад в драматичному серіалі.
Гордон Клепп народився в Норт-Конвей (Нью-Гемпшир) і навчався акторській майстерності в Канаді, де і почав свою кар'єру на театральній сцені. Його перша велика роль була в канадському ситкомі Check It Out! в 1985—1988 роках, після закриття якого він перебрався в США, де зіграв кілька десятків ролей на телебаченні і в кіно.
На великому екрані Клепп зіграв помітні ролі у фільмах «Вісімка вибуває з гри» (1988), «Правила бою» (2000), «Миля місячного світла» (2002), «Прапори наших батьків» (2006) і «План гри» (2007). На додаток до своєї ролі в «Поліції Нью-Йорка» в останні роки він з'явився в серіалах «Закон і порядок: Спеціальний корпус», «Дедвуд», «Мислити як злочинець» і «Сутичка», а в 2013 році повернувся до регулярної роботи на телебаченні з роллю в серіалі Френка Дарабонта «Заблудшие ангели».